# Rozoy-le-Vieil

Rozoy-le-Vieil este o comună în departamentul Loiret din centrul Franței. În 1 ianuarie 2022 avea o populație de 398 de locuitori.